# Sáo mào dài
Sáo mào dài (danh pháp hai phần: Basilornis corythaix) là một loài chim thuộc Họ Sáo. Chúng là loài đặc hữu của Indonesia.
Môi trường sống tự nhiên của loài là rừng đất thấp ẩm cận nhiệt đới hoặc nhiệt đới.